# What a Wonderful Family!
What a Wonderful Family! (家族はつらいよ, Kazoku wa Tsurai yo) és una comèdia japonesa del 2016 dirigida per Yoji Yamada i protagonitzada per Isao Hashizume, Kazuko Yoshiyuki, Masahiko Nishimura, Yui Natsukawa, Tomoko Nakajima, Hayashiya Shōzō IX, Satoshi Tsumabuki i Yū Aoi. Va ser estrenada al Japó per Shochiku el 2016. La pel·lícula utilitza el mateix repartiment que el film de Yamada de 2013 Tokyo Family.

## Argument
Un marit (Isao Hashizume) i la seva dona (Kazuko Yoshiyuki) ha estat casats 50 anys. Pel seu aniversari, el marit pregunta la muller que vol com a regal d'aniversari. Respon que vol un divorci. L'anunci de divorci de la dona envia la família sencera al caos. Els seus fills entren en un estat de pànic en sentir aquesta notícia de separació. Entre el tumult sobtat, cada membre de la família comença a treure fora les seves queixes respectives.

## Repartiment
- Isao Hashizume[1]
- Kazuko Yoshiyuki
- Masahiko Nishimura
- Yui Natsukawa
- Tomoko Nakajima
- Hayashiya Shōzō IX
- Satoshi Tsumabuki
- Yū Aoi
- Nakamura Takanosuke
- Jun Fubuki
- Shōfukutei Tsurube II
- Nenji Kobayashi

## Rebuda
En el seu cap de setmana d'estrena al Japó, la pel·lícula es va col·locar quarta, amb 151.422 entrades i ¥173 milions en brut.

## Seqüeles
Dos seqüeles s'han fet de la pel·lícula, presentant el mateix repartiment i personatges: What a Wonderful Family! 2 (家族はつらいよ2, Kazoku wa Tsurai yo 2) (2017) i What a Wonderful Family! 3: My Wife, My Life (妻よ薔薇のように 家族はつらいよIII, Tsuma yo, Bara cap yo ni: Kazoku wa Tsurai yo 3) (2018).

## Remake
El desembre 2016 va ser confirmat que la pel·lícula tindria un remake a la Xina, per coproducció entre Edko i Xangai Yiyantang Entertainment. El remake va ser dirigit per Huang Lei, que va coprotagonitzar la seva dona Son-Li.